# NGC 341B
NGC 341B је галаксија у сазвежђу Кит која се налази на NGC листи објеката дубоког неба.
Деклинација објекта је - 9° 11' 14" а ректасцензија 1h 0m 47,6s. Привидна величина (магнитуда) објекта NGC 341 износи 15,8 а фотографска магнитуда 16,6. NGC 341B је још познат и под ознакама MCG -2-3-64, MK 968, ARP 59, VV 361, NPM1G -09.0042, PGC 3627.